# Politiets frækkeste pige
Jeg hedder stadig Nobody (italiensk: La poliziotta fa carriera) er en italiensk commedia sexy all'italiana-film fra 1976. Filmen blev instrueret af Michele Massimo Tarantini.

## Medvirkende
- Edwige Fenech: Gianna Amicucci
- Mario Carotenuto: kommissær Antinori
- Giuseppe Pambieri: Lægen Alberto Moretti
- Francesco Mulè: Alfredo Amicucci, far til Gianna
- Michele Gammino: Cecè, kæreste til Gianna
- Gastone Pescucci: Tonino er mammola
- Alvaro Vitali: agent Tarallo
- Gianfranco D'Angelo: hæderlig Mannello
- Gigi Ballista: kvæstor Moretti
- Gino Pagnani: Ven af Cecè
- Riccardo Garrone: Federico Innocenti, kaldet Borotalco
- Jimmy il Fenomeno: Rocksanger
- Nello Pazzafini: Mojefuma, udnytter af prostituerede
- Maurizio Mattioli: Gæst til festen
- Alfredo Adami: manden arresteret for uanstændige handlinger på sporvognen
- Fortunato Arena: manden, der falder i springvand

## Stemmer
- Vittoria Febbi: Gianna Amicucci
- Vittorio Stagni: agent Tarallo
- Glauco Onorato: Mojefuma, udnytter af prostituerede